# Жужелица Дублянского

Жужелица Дублянского (Taurocimmerites dublanskii) — вид жуков-жужелиц из монотипического рода. Эндемик горного Крыма. Вид известен только лишь по типовой серии из 6 экземпляров, собранных в 1992 году. Видовое название дано в честь спелеолога В. Н. Дублянского, занимающегося исследованиями пещер Крыма. Вид был зарегистрирован в грунтовых ловушках в июне-июле. Типичный житель сухих пещер. Возможно, хищник.

## Описание
Длина тела 2-3 мм. Верхняя сторона тела светло-рыжая или каштановая. Глаза отсутствуют. Надкрылья и переднеспинка в сплошных коротких и отдельных длинных волосках (хетах).

## Ареал
Эндемик Крымского полуострова. Зарегистрирован только в горном Крыму: гора Вилля-бурун, Виллябурунская пещера на высоте 900 м н. у. м.

## Охрана
Вид занесён в Красную книгу Украины. Природоохранный статус вида: Редкий. Меры охраны не осуществлялись. Может быть рекомендован к охране в отдельных пещерах Крыма.